# Pitsana-Potokwe
Pitsana-Potokwe est une ville du Botswana.